# Trasformazione canonica
In meccanica razionale si chiamano trasformazioni canoniche quelle trasformazioni delle variabili generalizzate del sistema dinamico che mantengono la forma delle equazioni di Hamilton. 
Date le proprietà dei sistemi dinamici hamiltoniani, lo scopo di una trasformazione canonica delle coordinate è quello di trovare delle nuove variabili dinamiche tale che le equazioni di Hamilton, nelle nuove variabili, assumano una forma semplice così che la loro risoluzione si ottenga in forma chiusa: in particolare, si cerca una trasformazione che renda ciclica (ossia ignorabile) almeno una o più delle variabili dinamiche.
Le trasformazioni canoniche sono dei particolari diffeomorfismi.

## Trasformazioni canoniche indipendenti dal tempo
Analiticamente, le trasformazioni canoniche indipendenti dal tempo, in generale, sono rappresentabili in forma delle vecchie coordinate generalizzate {\displaystyle q_{i},p_{i}}:
(1){\displaystyle \qquad {\begin{cases}Q_{i}=Q_{i}(q,p),\\P_{i}=P_{i}(q,p).\end{cases}}}
Queste nuove variabili, per essere canoniche, devono mantenere la forma "hamiltoniana" della dinamica:
(2a){\displaystyle \qquad {\dot {Q}}_{i}={\frac {\partial K}{\partial P_{i}}},}
(2b){\displaystyle \qquad {\dot {P}}_{i}=-{\frac {\partial K}{\partial Q_{i}}},}
dove K è la nuova hamiltoniana. Bisogna precisare che in generale tutte le trasformazioni di questo tipo vengono dette canoniche. In realtà alcuni autori (e nell'articolo in questione) sottolineano che sono "completamente" canoniche le trasformazioni (1) tali che le equazioni mantengano una forma hamiltoniana (2) e tali che la nuova hamiltoniana si possa esprimere come:
(3){\displaystyle \qquad K(Q,P)=H(q(Q,P),p(Q,P)).}

### Dimostrazione della forma hamiltoniana delle trasformazioni
La dimostrazione che queste nuove coordinate soddisfano una forma hamiltoniana segue dal principio di Hamilton ampliato scritto nella forma delle nuove coordinate:
{\displaystyle \delta \int _{t_{1}}^{t_{2}}\left(\sum _{i}P_{i}\cdot {\dot {Q}}_{i}-K(Q,P,t)\right)\mathrm {d} t=0.}
Ma è anche vero che le vecchie coordinate soddisfacevano lo stesso principio:
{\displaystyle \delta \int _{t_{1}}^{t_{2}}\left(\sum _{i}p_{i}\cdot {\dot {q}}_{i}-H(q,p,t)\right)\mathrm {d} t=0,}
per cui uguagliando si ottiene che gli integrandi sono uguali a meno di una costante cioè:
{\displaystyle \int _{t_{1}}^{t_{2}}{\frac {\mathrm {d} G}{\mathrm {d} t}}\mathrm {d} t=G(t_{2})-G(t_{1}).}
La funzione {\displaystyle G} è detta funzione generatrice della trasformazione, poiché conoscendola, si determina totalmente anche tutta la trasformazione. L'utilità delle trasformazioni canoniche è quella che per un dato un sistema fisico, il numero di coordinate cicliche dipende dal tipo di coordinate generalizzate scelte per rappresentare il sistema. Quantunque si vuole scegliere certe coordinate generalizzate qualsiasi, con un'opportuna trasformazione canonica, possiamo trasformarle per ottenere coordinate generalizzate tutte cicliche.

## Condizioni di canonicità
Una trasformazione del tipo (1) è canonica se e solo se vale una di queste condizioni:
1) conserva le Parentesi di Poisson fondamentali;
2) la matrice Jacobiana della trasformazione è una matrice simplettica;
3) conserva le parentesi di Lagrange;
4) verifica la condizione di Lie.

### Parentesi di Poisson e trasformazioni canoniche
Data la trasformazione (1), essa è canonica se e solo se le parentesi di Poisson fondamentali soddisfano le seguenti relazioni:
(5a){\displaystyle [q_{i}(Q,P),q_{k}(Q,P)]=[p_{i}(Q,P),p_{k}(Q,P)]=0,}
(5b){\displaystyle [q_{i}(Q,P),p_{k}(Q,P)]=\delta _{ik},}
dove {\displaystyle \delta _{ik}} è il delta di Kronecker.

### Matrici simplettiche e trasformazioni canoniche
Una trasformazione del tipo (1) è canonica se e solo se la sua matrice Jacobiana {\displaystyle F} è simplettica, cioè:
{\displaystyle F^{T}JF=J.}
L'insieme delle matrici simplettiche forma un gruppo chiamato gruppo simplettico
Con matrice Jacobiana della trasformazione intendiamo la matrice {\displaystyle 2n\times 2n}:
{\displaystyle F={\begin{bmatrix}{\frac {\partial q_{1}}{\partial Q_{1}}}&\cdots &{\frac {\partial q_{1}}{\partial Q_{n}}}&{\frac {\partial q_{1}}{\partial P_{1}}}&\dots &{\frac {\partial q_{1}}{\partial P_{n}}}\\\vdots &\dots &\vdots &\vdots &\dots &\vdots \\{\frac {\partial q_{n}}{\partial Q_{1}}}&\cdots &{\frac {\partial q_{n}}{\partial Q_{n}}}&{\frac {\partial q_{n}}{\partial P_{1}}}&\dots &{\frac {\partial q_{n}}{\partial P_{n}}}\\{\frac {\partial p_{1}}{\partial Q_{1}}}&\cdots &{\frac {\partial p_{1}}{\partial Q_{n}}}&{\frac {\partial p_{1}}{\partial P_{1}}}&\dots &{\frac {\partial p_{1}}{\partial P_{n}}}\\\vdots &\dots &\vdots &\vdots &\dots &\vdots \\{\frac {\partial p_{n}}{\partial Q_{1}}}&\cdots &{\frac {\partial p_{n}}{\partial Q_{n}}}&{\frac {\partial p_{n}}{\partial P_{1}}}&\dots &{\frac {\partial p_{n}}{\partial P_{n}}}\end{bmatrix}}}
quindi {\displaystyle F^{T}} è la sua matrice trasposta e {\displaystyle J} è la matrice antisimmetrica {\displaystyle 2n\times 2n}:
{\displaystyle J={\begin{bmatrix}\mathbf {0} &\mathbf {I} \\-\mathbf {I} &\mathbf {0} \end{bmatrix}}}
dove {\displaystyle \mathbf {I} _{n\times n}} ordinaria. La matrice {\displaystyle \mathbf {J} _{2n\times 2n}} è tale che {\displaystyle \mathbf {J} _{n\times n}^{2}=\mathbf {J} } e quindi {\displaystyle \mathbf {J} _{n\times n}^{-1}=-\mathbf {J} } cioè rappresenta l'analogo di una matrice ortogonale nella geometria simplettica.

### Parentesi di Lagrange e trasformazioni canoniche
Una trasformazione del tipo (1) è canonica se e solo se le parentesi di Lagrange soddisfano le seguenti relazioni:
{\displaystyle \{Q_{i},Q_{k}\}=\{P_{i},P_{k}\}=0,}
{\displaystyle \{Q_{i},P_{k}\}=\delta _{ik},}
dove {\displaystyle \delta _{ik}} è ancora il delta di Kronecker.

### Condizione di Lie
Una trasformazione di tipo (1) è canonica se e solo se la seguente forma differenziale è chiusa (cioè se essa è localmente esatta):
{\displaystyle \sum _{i=1}^{n}\left(P_{i}\mathrm {d} Q_{i}-p_{i}\mathrm {d} q_{i}\right).}

## Esempi
- La traslazione {\displaystyle \mathbf {Q} (\mathbf {q} ,\mathbf {p} )=\mathbf {q} +\mathbf {a} ,\mathbf {P} (\mathbf {q} ,\mathbf {p} )=\mathbf {p} +\mathbf {b} } dove {\displaystyle \mathbf {a} ,\mathbf {b} } sono due vettori costanti è una trasformazione canonica. Infatti il Jacobiano è la matrice identità, che è simplettica: {\displaystyle I^{\text{T}}JI=J}.
- Posto {\displaystyle \mathbf {x} =(q,p)} e {\displaystyle \mathbf {X} =(Q,P)}, la trasformazione {\displaystyle \mathbf {X} (\mathbf {x} )=R\mathbf {x} } dove {\displaystyle R\in SO(2)} è una matrice di rotazione è canonica. Tenendo presente che {\displaystyle R^{\text{T}}R=I} è facile vedere che il Jacobiano è una matrice simplettica. Questo esempio funziona poiché le matrici di {\displaystyle SO(2)} sono tutte simplettiche, mentre non è vero in dimensione maggiore.
- La trasformazione {\displaystyle (Q(q,p),P(q,p))=(q+f(p),p)}, dove {\displaystyle f(p)} è un'arbitraria funzione dei momenti, è canonica. La matrice jacobiana è infatti {\displaystyle {\frac {\partial X}{\partial x}}={\begin{bmatrix}1&f'(p)\\0&1\end{bmatrix}}}, che è simplettica.

## Trasformazioni canoniche dipendenti dal tempo
Le stesse considerazioni valgono nel caso la trasformazione sia dipendente dal tempo: nella meccanica hamiltoniana infatti il tempo può essere considerato una variabile in più e come tale nelle equazioni e nell'Hamiltoniana va inserita un'altra coppia di variabili.
In questo caso il problema della trasformazione canonica si pone allo stesso modo con l'eccezione che la (3) diventa:
{\displaystyle K(Q,P,t)=H(q,p,t)-S(q(Q,P,t),p(Q,P,t)).}

## Le quattro forme canoniche
Le trasformazioni canoniche sono di quattro tipi, a seconda della dipendenza della funzione generatrice dalle variabili dinamiche usate:
1. {\displaystyle G_{1}(q,Q,t)}
2. {\displaystyle G_{2}(q,P,t)}
3. {\displaystyle G_{3}(Q,p,t)}
4. {\displaystyle G_{4}(P,p,t)}

La scelta di una di esse dipende dal particolare problema dinamico. Prendiamo il caso 1) e vediamo di ricavare la forma canonica e la nuova hamiltoniana. Dai principi di Hamilton ampliati, la relazione che lega i due sistemi di coordinate è:
{\displaystyle \sum _{i}p_{i}\cdot {\dot {q}}_{i}-H(q,p,t)=\sum _{i}P_{i}\cdot {\dot {Q}}_{i}-K(q,p,t)+{\frac {\mathrm {d} G_{1}(q,Q,t)}{\mathrm {d} t}}.}
Ora sviluppiamo la derivata totale della funzione generatrice rispetto al tempo, si trova:
{\displaystyle {\frac {\mathrm {d} G_{1}}{\mathrm {d} t}}=\sum _{i}{\frac {\partial G_{1}}{\partial q_{i}}}{\dot {q}}_{i}+\sum _{i}{\frac {\partial G_{1}}{\partial Q_{i}}}{\dot {Q}}_{i}+{\frac {\partial G_{1}}{\partial t}}.}
Pertanto, perché la trasformazione delle coordinate preservi la forma delle equazioni di Hamilton, si ha:
{\displaystyle p_{i}={\frac {\partial G_{1}}{\partial q_{i}}},}
{\displaystyle P_{i}=-{\frac {\partial G_{1}}{\partial Q_{i}}},}
con nuova hamiltoniana: {\displaystyle K=H+{\frac {\partial G_{1}}{\partial t}}.}
Nel caso 2), perché la trasformazione delle coordinate preservi la forma delle equazioni di Hamilton, devono valere le relazioni:
{\displaystyle p_{i}={\frac {\partial G_{2}}{\partial q_{i}}},}
{\displaystyle Q_{i}={\frac {\partial G_{2}}{\partial P_{i}}},}
con nuova hamiltoniana: {\displaystyle K=H+{\frac {\partial G_{2}}{\partial t}}.}
Nel caso 3), le relazioni che devono valere perché la trasformazione delle coordinate preservi la forma delle equazioni di Hamilton, sono:
{\displaystyle q_{i}=-{\frac {\partial G_{3}}{\partial p_{i}}},}
{\displaystyle P_{i}=-{\frac {\partial G_{3}}{\partial Q_{i}}},}
con nuova hamiltoniana: {\displaystyle K=H+{\frac {\partial G_{3}}{\partial t}}.}
Infine, nel caso 4) si hanno:
{\displaystyle q_{i}=-{\frac {\partial G_{4}}{\partial p_{i}}},}
{\displaystyle Q_{i}={\frac {\partial G_{4}}{\partial P_{i}}},}
con nuova hamiltoniana: {\displaystyle K=H+{\frac {\partial G_{4}}{\partial t}}.}

## Trasformazioni puntuali
Definizione: si dice trasformazione puntuale una particolare trasformazione canonica tale che:
{\displaystyle Q_{i}=Q_{i}(q_{j})}  (cioè dipende solo dalle {\displaystyle q_{j}}),
{\displaystyle P_{i}=\sum _{k=1}^{n}{\dfrac {\partial q_{k}}{\partial Q_{i}}}p_{k}.}
Una trasformazione puntuale ammette sempre una funzione generatrice di seconda specie
{\displaystyle G_{2}(q_{i},P_{i})=\sum _{i=1}^{n}Q_{i}(q_{1},\dots ,q_{n})P_{i}.}